# آنکارا اکسپرس (فیلم)
آنکارا اکسپرس (انگلیسی: Ankara Express) یک فیلم در ژانر درام است که در سال ۱۹۷۰ منتشر شد.

## بازیگران
- ادیز هون
- فیلیز آکین
- لیلا سیار
- قادر اینانیر
- بولنت اران
- عالیه رونا